# Warta
Warta é um dos oito distritos administrativos do município de Londrina, no Paraná. É considerado uma das melhores regiões de terra roxa do país.

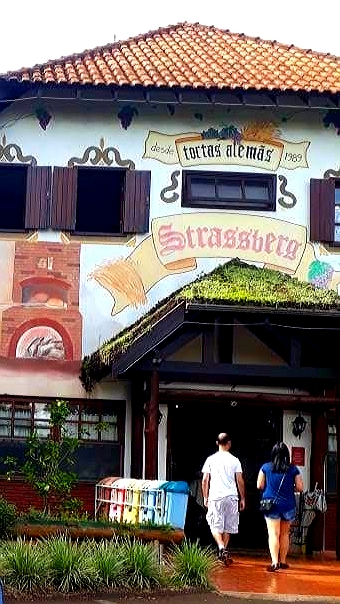
Confeitaria no distrito de Warta.

A Companhia de Terras do Norte do Paraná, durante a colonização de Londrina, reservou através de seu funcionário Engenheiro Inacio Szankoski, terras ao norte do Município de Londrina, para serem colonizadas por poloneses e/ou seus descendentes. Atraídos pela divulgação de uma nova e promissora área a ser colonizada, no boletim polonês LUD, imigrantes poloneses e tchecos de Santa Catarina e Curitiba vieram conhecer a região e perceberam que as terras eram de qualidade melhor que da região que estavam morando. Assim, em 1932, Eduardo Cebulski adquiriu o primeiro lote daquela área, trazendo depois sua família. Em 1940, já haviam se instalado na região 30 famílias. 
Para escolher o nome desta colônia polonesa, foram reunidos todos os moradores do local e por sugestão do Sr. João Langowski, foi adotado o nome de Warta, o mesmo nome de um rio da Polônia, e por significar, em polonês, "que tem valor". 
No dia 14 de dezembro de 1953 foi criado o Distrito de Warta, através da Lei Estadual nº 1542, na comarca de Londrina. De acordo com o Instituto Brasileiro de Geografia e Estatística (IBGE), sua população no ano de 2010 era de 1 555 habitantes.